# Алојз Мајетић
Алојз Мајетић је хрватски књижевник, новинар и уредник. Рођен је 1938. године у Ријеци. Средњу школу је завршио у Делницама, а дипломирао је на Филозофском факултету у Загребу.
Написао је више збирки песама, романа и драмских текстова. За историјски роман „Омишки гусари“ је 1981. добио награду Грегор Витез, а добитник је и Награде Града Загреба за збирку песама „Ткачи једара“ из 1997. и награде Тин Ујевић Друштва хрватских књижевника 2004. године за збирку песама „Одмицање пучине“.
Приредио је и Антологију хрватског хумора у шест књига. У књизи „Даљинско управљање“ су објављене његове песме у избору Бранимира Бошњака.
Уређивао је часописе „Парадокс“ и „Керемпух“. Према његовим текстовима су снимљени филмови Гравитација или фантастична младост чиновника Бориса Хорвата и Жур у Магдаленду из 1968., неколико епизода телевизијске серије Под новим крововима из 1969. и филм Човек који је бацио атомску бомбу на Хирошиму из 1972. године.

## Извод из библиографије

### Књиге песама
- „Дијете с брковима прича“, 1956.
- „Отимам“, 1963.
- „Како успјети у животу“, 1977.
- „Ткачи једара“, 1997.
- „Врата иза пучине“, 1998.
- „Одмицање пучине“, 2003.
- „Заповиједни начин“

### Књиге прича
- „Море бачено у небо“. . 2005. ISBN 978-953-6934-18-8. Недостаје или је празан параметар |title= (помоћ)

### Романи
- „Чанги“, 1963.
- „“, 1970.
- „Омишки гусари“, 1981.
- „Главата прича“, 1986.
- „Бестјелесна“, 2007.
- „Гласови испод површине“, писан на блогу са Даниелом Трпутец

### Драмски текстови
- „Камо брзаш стари“, 1971.
- „Школа за фрајере“, 1973.
- „Шупља кућа“, 1975.
- „Кућа у срцу земљина сна“, 1994.
- „Сјећање на завичај“, 1995.
- „Звона за птице“, 1995.